# Consulat général de Pologne à Lyon
Le consulat général de Pologne à Lyon (en polonais : Konsulat Generalny Rzeczypospolitej Polskiej w Lyonie) est une représentation consulaire de la République de Pologne en France. Il est situé rue Crillon, à Lyon, en région Auvergne-Rhône-Alpes.